# Aliens (serie de romane)
Aceasta este o listă de romane pe baza seriei de filme Alien.

## Publicații
Romane
- Alien de Alan Dean Foster, Warner Books, iunie 1979, ISBN 0-446-82977-3

ro. Alien: Al 8-lea pasager
- Aliens de Alan Dean Foster, Warner Books, iunie 1986, ISBN 0-446-30139-6

ro. Aliens: Misiune de pedeapsă
- Alien 3 de Alan Dean Foster, Warner Books, iunie 1992, ISBN 0-446-36216-6

ro. Alien 3: Planeta condamnaților
- Alien: Resurrection de A. C. Crispin, Aspect Books, decembrie 1997, 0-446-60229-9
- Alien vs. Predator de Marc Cerasini, HarperEntertainment, iunie 2004, ISBN 0-06-073537-6

Aliens
- Earth Hive (de Steve Perry, Bantam, October 1992, ISBN 0-553-56120-0)
- Nightmare Asylum (de Steve Perry, Bantam, mai 1993, ISBN 0-553-56158-8)
- The Female War (de Steve Perry și Stephani Perry, Bantam, august 1993, ISBN 0-553-56159-6)
- Genocide (de David Bischoff, Bantam, ianuarie 1994, ISBN 0-553-56371-8)
- Alien Harvest (de Robert Sheckley, Bantam Spectra, 1995, ISBN 0-553-56441-2)
- Rogue (de Dean Wesley Smith & Kristine Kathryn Rusch, amândoi sub pseudonimul Sandy Schofield, Bantam Spectra, 1995, ISBN 0-553-56442-0)
- Labyrinth (de Stephani Perry, Bantam Spectra, 1996, ISBN 0-553-57491-4)
- Music Of The Spears (de Yvonne Navarro, Bantam Spectra, 1996, ISBN 0-553-57492-2)
- Berserker (de Stephani Perry, Bantam Spectra, 1998, ISBN 0-553-57731-X)
- Original Sin Arhivat în 5 aprilie 2008, la Wayback Machine. (de Michael Jan Friedman, DH Press, octombrie 2005, ISBN 1-59582-015-9)
- DNA War Arhivat în 26 aprilie 2008, la Wayback Machine. (de Diane Carey, DH Press, mai 2006, ISBN 1-59582-032-9)
- Cauldron Arhivat în 24 iunie 2008, la Wayback Machine. (de Diane Carey, DH Press, mai 2007)  Arhivat în 3 martie 2016, la Wayback Machine.
- Steel Egg Arhivat în 6 martie 2008, la Wayback Machine. (de John Shirley, DH Press, octombrie 2007, ISBN 1-59582-114-7)
- Criminal Enterprise Arhivat în 3 iunie 2008, la Wayback Machine. (de Stephani Perry, DH Press, ianuarie 2008, ISBN 1-59582-003-5)
- No Exit Arhivat în 8 mai 2008, la Wayback Machine. (de B. K. Evenson, DH Press, iulie 2008, ISBN 1-59582-004-3)
- Fast Track To Heaven Arhivat în 1 octombrie 2011, la Wayback Machine. (de B. K. Evenson, DH Press, august 11, 2010, ISBN 1-59582-495-2)

Alien
- Out of the Shadows (de Tim Lebbon), Titan Books, ianuarie 2014, ISBN 1-78116-268-9
- Sea of Sorrows (de James A. Moore), Titan Books, iulie 2014, ISBN 1-781162700
- River of Pain (de Christopher Golden), Titan Books, noiembrie 2014, ISBN 1781162727